# Даун, Вильгельм Иоганн Антон
Граф (с 1683) Вильгельм Иоганн Антон фон унд цу Даун (1621 — 7 июня 1706) — имперский (австрийский) фельдмаршал (1694), губернатор Праги.

## Биография
Родился в дворянской семье. Сын Филипп Эрнста фон Дауна (ум. 1671). В 1683 году участвовал в Венской битве в чине фельдмаршал-лейтенанта (генерал-лейтенанта) и за заслуги получил от императора графский титул. В 1689 году был произведён в фельдцейхмейстеры (полные генералы). В 1691 году сменил Кристофа Вильгельма фон Харранта на посту губернатора Праги. Стал шефом Пражского гарнизонного полка, с этого времени носившего его имя. В 1694 году был произведён в фельдмаршалы. 
В 1653 году женился на баронессе Марии Саломее фон Регаль, для которой это был второй брак. Детей у супругов не было. После смерти первой жены, фон Даун в 1664 году женился на Анне Марии Магдалене фон Альтан (1635–1712). В этом браке родилось несколько детей, из которых двое — Вирих фон Даун (1669—1741) и Генрих фон Даун (1678—1761) тоже стали фельдмаршалами. 
Вильгельм фон Даун приходился дедом генералиссимусу Леопольду Йозефу фон Дауну(1705—1766), который был сыном его старшего сына Вириха. 
Скончался в 1706 году.